# Toby Ord

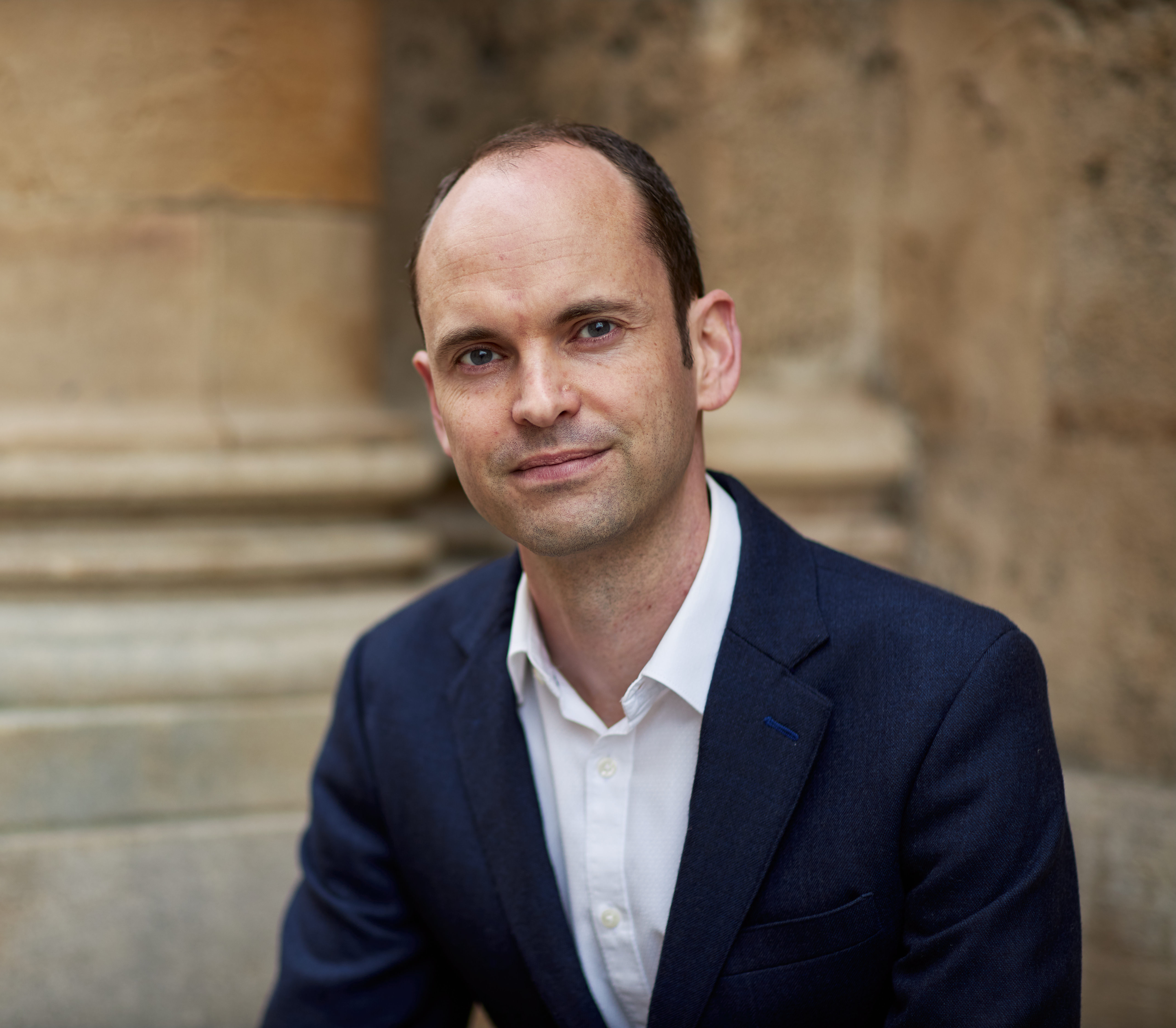
Toby Ord (2019)

Toby David Godfrey Ord (* 18. Juli 1979 in Melbourne) ist ein australischer Philosoph und Ethiker. Er ist Gründer der internationalen Non-Profit-Organisation Giving What We Can, deren mehr als 5.000 Mitglieder sich verpflichten, mindestens 10 % ihres Einkommens an wohltätige Einrichtungen zu spenden. Ord ist ein bekannter Vertreter der Bewegung des Effektiven Altruismus. Er war bis zu dessen Auflösung 2024 Senior Research Fellow am Future of Humanity Institute der University of Oxford. Die Schwerpunkte seiner Forschung und Lehrtätigkeit liegen auf den Themen existentielle Risiken, normative Ethik und praktische Ethik sowie auch auf formaler Logik, Metaphysik und Epistemologie. Im März 2020 veröffentlichte Ord ein Buch zum Thema existentielle Risiken mit dem Titel The Precipice: Existential Risk and the Future of Humanity.

## Studium
Ord studierte von 1997 bis 2002 in Australien an der University of Melbourne. Sein Erststudium schloss er mit einem BSc (Hons) in Computer Science und einem BA in Philosophie ab.
Danach studierte er Philosophie am Balliol College der University of Oxford, wo er 2005 einen BPhil und 2009 einen Ph.D. erwarb. Der Titel seiner Dissertation ist „Beyond Action: applying consequentialism to decision making and motivation“.

## Beruflicher Werdegang
Ord blieb zunächst als Junior Research Fellow am Balliol College, Oxford.
Seit 2014 arbeitet er beim Future of Humanity Institute in Oxford, wo er zurzeit die Position eines Senior Research Fellow innehat. Er beschreibt den Fokus seiner Interessen als „die Gesamtbild-Fragen, die für die Menschheit von Bedeutung sind.“ (“the big picture questions facing humanity”).
Als trustee (in etwa: Treuhänder) sitzt er im Aufsichtsrat des Centre for Effective Altruism und dessen Unterorganisation, der Non-Profit-Organisation 80,000 Hours.

## Forschung

### Ethik
Hauptschwerpunkt von Ords bisheriger Forschung ist auf dem Gebiet der Moralphilosophie. Zur Fragen der angewandten Ethik hat er zu Themen wie Bioethik, moralischem Verhalten, und globaler Prioritätensetzung geforscht und publiziert. Außerdem trägt er seine Expertise in Fragen der globale Gesundheitswesen bei, zum Beispiel als Berater bei der dritten Auflage des internationalen Disease Control Priorities Project (DCPP). Auf dem Gebiet der normativen Ethik liegt sein Schwerpunkt auf Konsequentialismus und moralischem Relativismus.

### Existentielle Risiken
Zur Zeit liegt sein Hauptforschungsinteresse bei Fragen des Existentiellen Risikos. Sein Buch mit dem Titel The Precipice: Existential Risk and the Future of Humanity erschien im März 2020 auf Englisch. Das Buch enthält Kapitel über Gefahren durch Naturkatastrophen (wie etwa Kometen oder Vulkane), durch menschliches Handeln (wie Atomkrieg oder Umweltzerstörung), und durch neuartige Ereignisse (wie etwa Pandemien oder unkontrollierte künstliche Intelligenz) sowie eine analytische Abhandlung, die die Quantifizierung von Risiken und Chancen verschiedener Handlungsweisen zur Abwendung von künftigen Gefahrenlagen einschließt.

## Giving What We Can
Als Student in Oxford beschloss er, einen signifikanten Teil seines Einkommens an gemeinnützige Organisationen zu spenden, die er für besonders kosteneffektiv hielt. Aufgrund der Resonanz bei anderen Gleichgesinnten, gründete er eine Organisation, die die Absichten ähnlich denkender Spender unterstützen sollte.
Gemeinsam mit dem Oxford Philosophen William MacAskill gründete Ord 2009 die internationale Non-Profit-Organisation Giving What We Can, deren Mitglieder ein freiwilliges Spendenversprechen abgeben mindestens 10 % ihres Einkommens an wohltätige Zwecke zu geben. Die Organisation ist ein Teil der sozialen Bewegung des effektiven Altruismus. Giving What We Can ist nicht nur bestrebt, Spender zu ermutigen, mehr Geld zu spenden, sondern auch deutlich zu machen, dass es wichtig ist, kosteneffektive Projekte zu unterstützen, da Untersuchungen zum Teil sehr große Unterschiede im Wirkungsgrad aufgedeckt haben. Bis Juni 2020 hatte die Organisation über 4.700 Mitglieder, die bereits über 126 Millionen US-Dollar gespendet haben.
Ursprünglich hatte Ord für sich entschieden, sein persönliches Einkommen auf 20.000 Britische Pfund zu begrenzen, und alles darüber liegende Einkommen an gemeinnützige Projekte zu spenden, die nachgewiesen wirksam sind. Später hat er seine persönliche Grenze auf 18.000 GBP gesenkt, ein Schwellenwert, der aber jährlich der Inflation angepasst wird. Bis Dezember 2019 spendete er insgesamt 106.000 britische Pfund, was 28 Prozent seines Einkommens entspricht. Nach seiner Berechnung wird Ord über den Lauf seines Arbeitslebens eine Gesamtsumme von etwa einer Million Pfund spenden.

## Privatleben
Ord wohnt in Oxford mit seiner Frau, Bernadette Young, einer Ärztin. Sie ist auch Mitglied von Giving What We Can.

## Veröffentlichungen (Auswahl)

### Bücher
- The Precipice: Existential Risk and the Future of Humanity, Bloomsburg, London 2020, ISBN 978-1-5266-0021-9.
- mit William MacAskill und Krister Byvist: Moral Uncertainty, Oxford University Press 2020, ISBN 978-0-19-872227-4.

### Artikel
- (2020) Toby Ord: Years of good life based on consumption and health. In: Nir Eyal et al. (Hrsg.): Measuring the Global Burden of Disease. OUP, 2020, ISBN 978-0-19-008255-0.
- (2020) Toby Ord: The moral imperative towards cost-effectiveness in global health. In: Hilary Greaves und Theron Pummer (Hrsg.): Effective Altruism: Philosophical Issues. OUP, 2019, ISBN 978-0-19-884136-4, S. 29–36.
- (2019) Toby Ord: An upper bound for the background rate of human extinction. In: Scientific Reports. Band 9, Nr. 1, 2019, S. 11054, doi:10.1038/s41598-019-47540-7.
- (2018) Anders Sandberg, Eric Drexler, Toby Ord: Dissolving the Fermi Paradox. [physics.pop-ph] 2018-06-18 arxiv:1806.02404v1
- (2017) Dean Jamison, Toby Ord et al: Universal health coverage and intersectoral action for health: key messages from Disease Control Priorities, 3rd edition. In: The Lancet. 24. November 2017, S. 3–15, doi:10.1016/S0140673617329069 (amirrorclear.net [PDF]).
- (2015) Toby Ord: Moral Trade. In: Ethics. Band 126 (tobyord.com [PDF]).
- (2014) Nick Beckstead und Toby Ord: Managing Existential Risk from Emerging Technologies. Government Office for Science (amirrorclear.net [PDF]).
- (2014) Toby Ord: Global poverty and the demands of morality. In: John Perry (Hrsg.): God, The Good, and Utilitarianism: Perspectives on Peter Singer. CUP, 2014, ISBN 978-1-107-05075-4 (ox.ac.uk [PDF]).
- (2014) Toby Ord: Overpopulation or underpopulation? In: Ian Goldin (Hrsg.): Is the planet full? OUP, Oxford 2014, ISBN 978-0-19-878487-6, S. 46–60.
- (2013) Toby Ord: The Moral Imperative toward Cost-Effectiveness in Global Health. (amirrorclear.net [PDF]).
- (2010) Toby Ord, Rafaela Hillerbrand und Anders Sandberg: Probing the improbable: methodological challenges for risks with low probabilities and high stakes. In: Journal of Risk Research. Band 13, 2008, arxiv:0810.5515, bibcode:2008arXiv0810.5515O (tobyord.com [PDF]).
- (2006) Nick Bostrom und Toby Ord: The reversal test: eliminating status quo bias in applied ethics. In: Ethics. Band 116, Nr. 4, 2006, S. 656–679, doi:10.1086/505233, PMID 17039628 (tobyord.com [PDF]).
- (2005) Toby Ord: The many forms of hypercomputation. In: Journal of Applied Mathematics and Computation. Band 178, 2006, S. 142–153.